# Ferrovia Hōjō
La Ferrovia Hōjō (北条鉄道?, Hōjō Tetsudō) è una compagnia ferroviaria giapponese del terzo settore. La sua sede è nella città di Kasai, nella prefettura di Hyōgo. Il direttore rappresentativo e presidente è Haruhiko Takahashi, sindaco di Kasai.

## Storia
La società è stata fondata il 18 ottobre 1984 e il 1º aprile 1985 viene trasferita, dalle Ferrovie Nazionali Giapponesi, e inaugurata la linea Hōjō.
Il 16 ottobre 2010, per la prima volta nel Paese, un'automotrice diesel che trasporta passeggeri utilizza biodiesel.

## Linee ferroviarie
L'azienda gestisce un'unica linea.
- Linea Hōjō (北条線?):	Ao - Hōjōmachi (13,6 km, 8 stazioni)

## Materiale rotabile
- Serie Furawa 2000[6]
- Serie Kiha 40

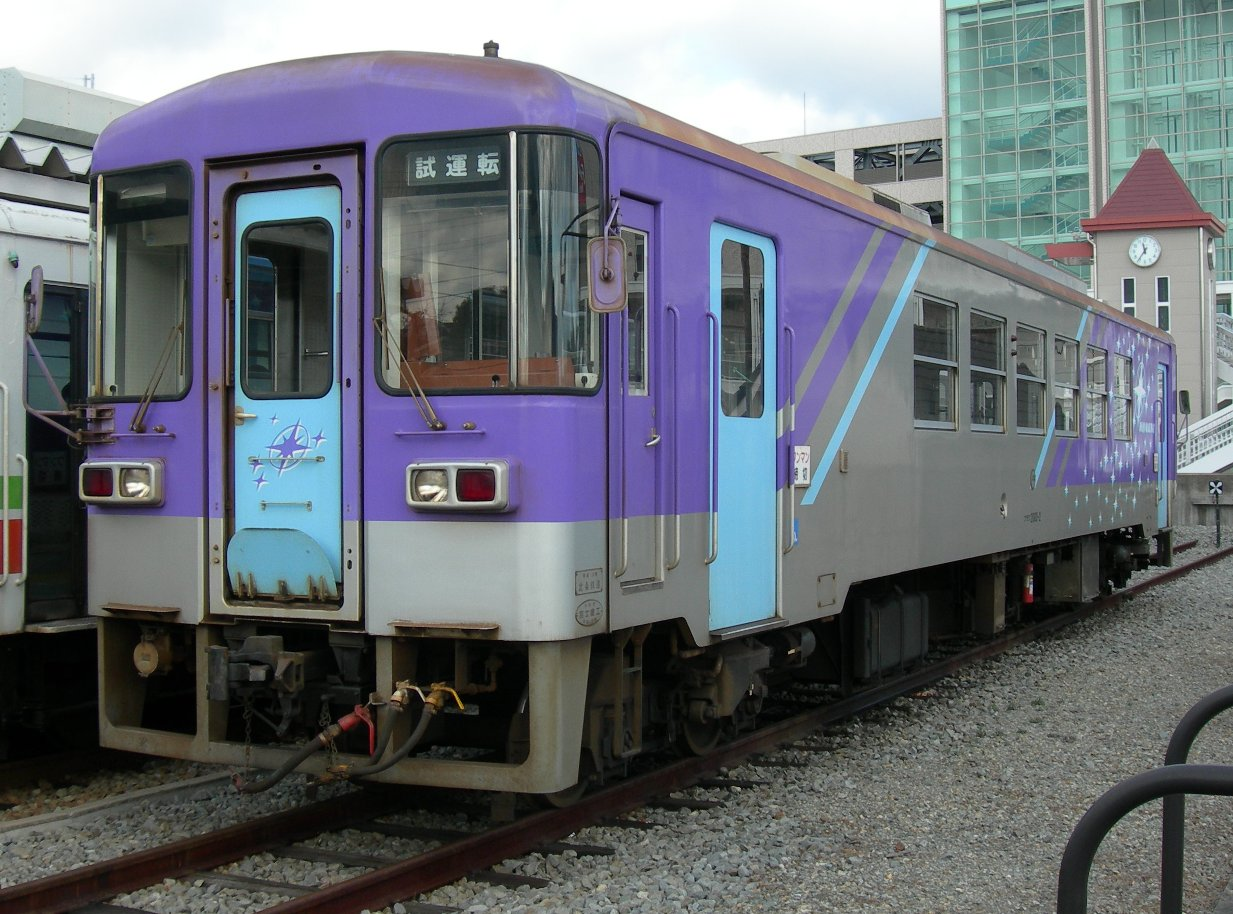
Serie Furawa 2000
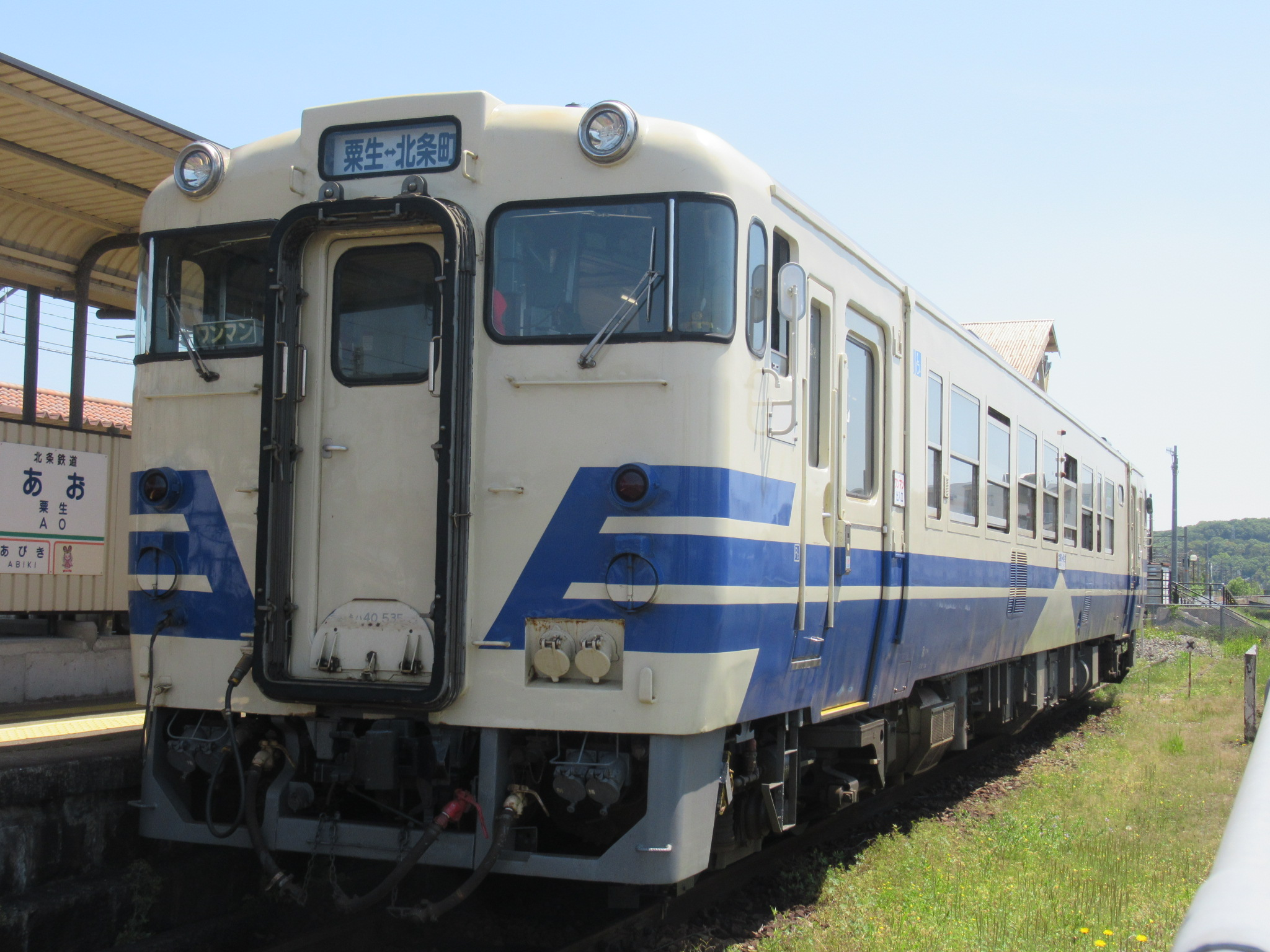
Serie Kiha 40

### Eventi
Sulla linea circolano treni speciali durante alcuni periodi dell'anno. Il "Treno Oden" è attivo a gennaio, il "Treno Kabuto-mushi" durante le vacanze estive, il "Treno della birra" ad agosto, il treno "Illumination Tour" a dicembre e il "Treno di Babbo Natale" durante il periodo natalizio.

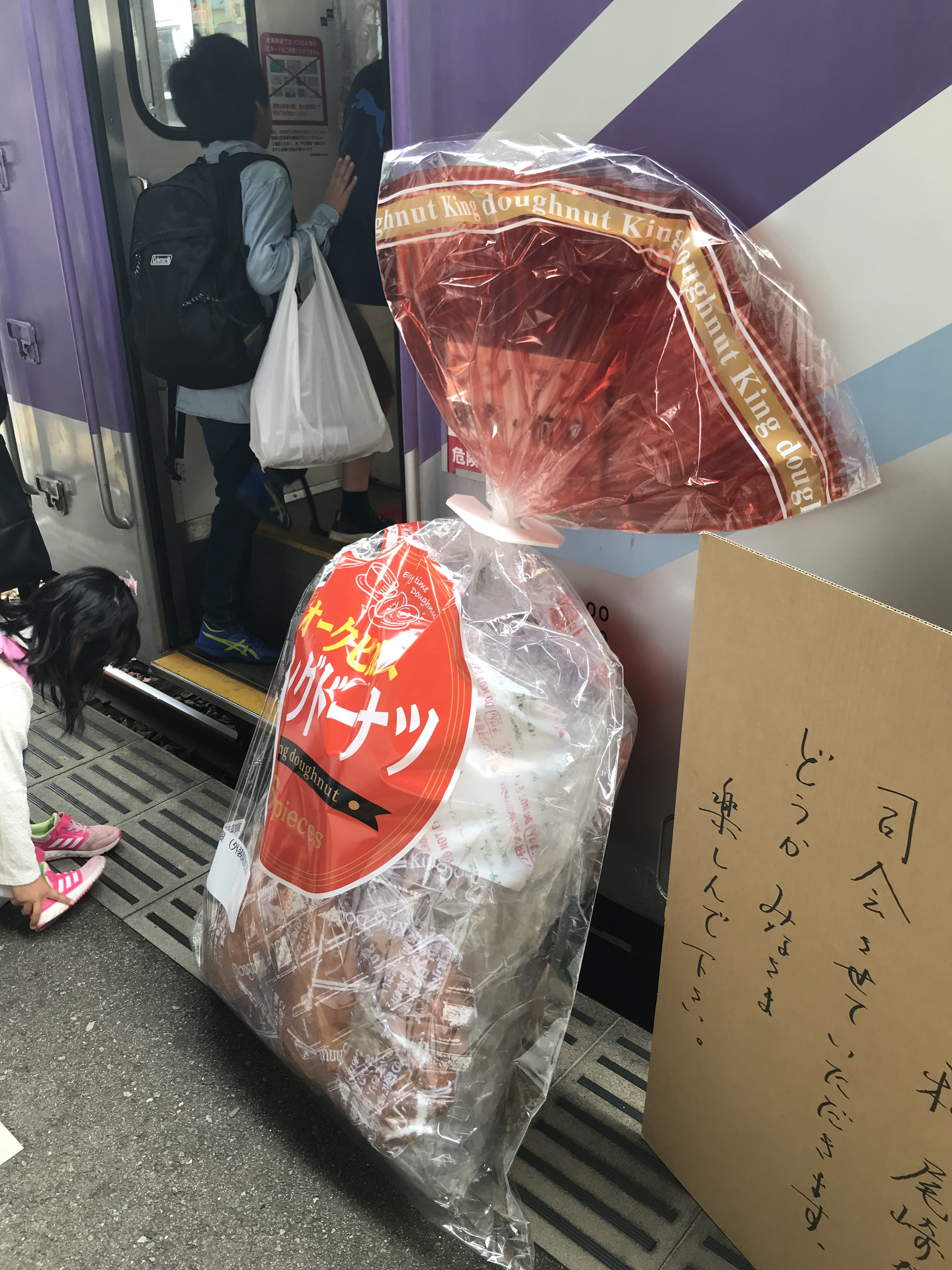
Ciambelle fornite sul “Donut Train” (3 novembre 2019)

A partire dal 2019, i "Donut train" circolano su base irregolare e servono le ciambelle della pasticceria Marunaka, che ha sede nella città di Kasai.